# Папроцина
Папроцина (пол. Paprocina, нім. Papperten) — село в Польщі, у гміні Гурово-Ілавецьке Бартошицького повіту Вармінсько-Мазурського воєводства. Населення — 263 особи (2011).

## Демографія
Демографічна структура станом на 31 березня 2011 року:
|          | Загалом | Допрацездатний вік | Працездатний вік | Постпрацездатний вік |
| -------- | ------- | ------------------ | ---------------- | -------------------- |
| Чоловіки | 129     | 29                 | 87               | 13                   |
| Жінки    | 134     | 30                 | 84               | 20                   |
| Разом    | 263     | 59                 | 171              | 33                   |